# Krishna (Fluss)
Der Krishna (früher anglisiert Kistna; Marathi कृष्णा नदी Kr̥ṣṇā nadī, Kannada ಕೃಷ್ಣಾ ನದಿ Kr̥ṣṇā nadi, Telugu కృష్ణా నది Kr̥ṣṇā nadi) ist ein Fluss im Süden Indiens. Mit rund 1400 km Länge ist er der drittlängste Fluss des Subkontinents.

## Verlauf
Der Krishna entspringt in den Westghats nördlich des Ortes Mahabaleshwar im Distrikt Satara von Maharashtra auf in einer Höhe von 1337 m, etwa 64 Kilometer von der Küste des Arabischen Meeres entfernt, und fließt von Westen nach Osten durch die Bundesstaaten Maharashtra, Karnataka, Telangana und Andhra Pradesh, wo er bei dem Ort Hamasaladevi in den Golf von Bengalen mündet. Als eigentlicher Ursprung wird traditionell eine Quelle angesehen, die aus dem Maul der Statue einer Kuh im Mahadev (Shiva)-Tempel von Mahabaleshwar austritt.
Die Gesamtlänge des Flusses von der Quelle bis zur Mündung beträgt etwa 1.401 km, von denen 612 km in Telangana und Andhra Pradesh, 306 km in Maharashtra und 483 km in Karnataka liegen. Die Hauptzuflüsse des Krishna sind Ghataprabha, Malaprabha, Bhima, Tungabhadra, Munneru und Musi. Zusammen mit seinen Zuflüssen umfasst das Einzugsgebiet des Krishna knapp 260.000 km²: in Maharashtra (69.425 km², 26,8 %), Karnataka (113.271 km², 43,7 %), Telangana (50.155 km², 19,4 %) und Andhra Pradesh (26.097 km², 10,1 %). Das Einzugsgebiet wird im Norden durch eine Bergkette vom Einzugsgebiet des Godavari abgegrenzt, im Westen bilden die Westghats die Grenze und im Osten die Ostghats. Grob gesprochen bildet das Einzugsgebiet ein gleichschenkliges Dreieck, dessen Basis von den Westghats gebildet wird und dessen Spitze nach Osten zeigt. Das Einzugsgebiet gehört zum Teil zur Hochebene des Dekkan und weist eine Höhe zwischen 300 und 600 Metern über dem Meeresspiegel auf. Im Mündungsdelta lagern sich die mitgeführten Sedimente des Flusses ab. Das Delta dehnt sich dadurch mit der Zeit langsam ins Meer aus.
Der Südwest-Monsun setzt Mitte Juni ein und zieht sich bis Mitte Oktober zurück. Etwa 90 % der jährlichen Niederschläge fallen in den Monsunmonaten, wovon mehr als 70 % auf die Monate Juli, August und September entfallen. Die drainierte Wassermenge betrug im Zeitraum 1965–2010 im Mittel etwa 4276 Millionen m³ (maximal 8770, minimal 1189), wovon 4033 Millionen m³ (maximal 8513, minimal 1030) auf die Monsunmonate und 243 (maximal 335, minimal 134) auf die restliche Jahreszeit entfielen.

## Zuflüsse
Etwa 137 Kilometer von der Quelle entfernt erhält der Krishna mit dem Koyna, der in den Mahabaleshwar-Bergen entspringt, den ersten größeren rechtsseitigen Zufluss. Später folgen flussabwärts von links der Yerla und von rechts die Flüsse Varna, Panchganga und Dudhganga. Etwa 306 Kilometer von der Quelle entfernt und kurz vor dem Zufluss des Dudhganga tritt der Krishna in den Bundesstaat Karnataka ein. An dieser Stelle befindet sich das Flussbett auf einer Höhe von etwa 533 Metern und der Fluss verlässt die niederschlagsreiche Zone der Westghats. Nach 201 Kilometern durch Karnataka mündet von rechts der Ghataprabha ein und 35 Kilometer weiter flussabwärts der Malaprabha. Beide Zuflüsse entspringen in den Westghats. Kurz danach verlässt der Fluss die Hochebene des Dekkan und tritt in das etwa 122 Meter tiefer gelegene Schwemmlandgebiet von Raichur ein. Hier erhält er mit dem Bhima und dem Tungabhadra seine beiden wichtigsten Zulfüsse. Ersterer mündet 789 Kilometer von der Quelle entfernt auf der linken Seite ein, und der Tungabhadra 129 km weiter flussabwärts bei Kurnool auf der rechten Seite. Sowohl der Bhima als auch der Tungabhadra entwässern große Gebiete der Westghats. Einige Kilometer weiter fließt der Krishna in einer tiefen Schlucht durch eine Reihe von Hügeln, bevor er nach fast 290 Kilometern beim Ort Pulichintala auf einer Höhe von etwa 37 Metern über dem Meeresspiegel in das Tiefland von Andhra Pradesh eintritt. Nach etwa 80 weiteren Flusskilometern wird die Küste erreicht, wo sich der Fluss zu einem Delta auffächert. Am Fußpunkt des Deltas befindet sich der Ort Vijayawada. Die Flüsse Dindi und Musi münden zwischen Kurnool und Pulichintala von links in den Krishna, und zwei weitere Nebenflüsse, Palleru und Munneru, kommen zwischen Pulichintala und Vijayawada von links hinzu.
| Nr. | Fluss       | links (L) rechts (R) | Länge (km) | Einzugsgebiet (km²) |
| --- | ----------- | -------------------- | ---------- | ------------------- |
| 1   | Koyna       | R                    | 118        | 04.890              |
| 2   | Panchganga  | R                    | 074        | 02.575              |
| 3   | Dudhganga   | R                    | 103        | 02.350              |
| 4   | Ghataprabha | R                    | 283        | 08.829              |
| 5   | Malaprabha  | R                    | 304        | 11.549              |
| 6   | Bhima       | L                    | 861        | 70.614              |
| 7   | Tungabhadra | R                    | 531        | 71.417              |
| 8   | Dindi       | L                    | 178        | 03.490              |
| 9   | Peddavagu   | L                    | 109        | 02.343              |
| 10  | Halia       | L                    | 112        | 03.780              |
| 11  | Musi        | L                    | 265        | 11.212              |
| 12  | Paleru      | L                    | 152        | 03.263              |
| 13  | Munneru     | L                    | 195        | 10.409              |

## Stauwerke
Nach der Unabhängigkeit Indiens im Jahr 1947 wurden mehrere Stauwerke erbaut, die der Wassergewinnung und Energiegewinnung dienen. Hierzu zählen (Stand 2010) in Maharashtra die Koyna-Talsperre am Fluss Koyna und der Ujjani-Staudamm am Fluss Bhima, in Karnataka Almatti-Staudamm, Basava Sagara-Staudamm, Ghataprabha-Staudamm, Malaprabha-Staudamm, Bhadra-Staudamm, Tungabhadra-Staudamm, an der Grenze von Telangana und Andhra Pradesh Srisailam-Talsperre, Nagarjuna-Sagar-Talsperre, und in Andhra Pradeh die Prakasam-Talsperre.

## Streit um die Wasserverteilung
Das Wasser des Krishna und seiner Nebenflüsse ist von existenzieller Bedeutung für die Landwirtschaft. Jedes neu erbaute Wasserkraftwerk bzw. jeder Staudamm im Einzugsgebiet ist daher auch ein Politikum. In der Vergangenheit gab es mehrfach ernsthafte Auseinandersetzungen zwischen den vier Bundesstaaten im Einzugsgebiet des Krishna.